# Lucio Flavio, il passeggero dell'agonia
Lucio Flavio, il passeggero dell'agonia (Lúcio Flávio, o passageiro da agonia) è un film del 1977 diretto da Héctor Babenco, tratto dall'omonimo romanzo di José Louzeiro, incentrato sulle gesta criminali di Lúcio Flávio Vilar Lyrio (meglio conosciuto come Lúcio Flávio), rimasto celebre per le sue rocambolesche rapine in banca e le sue altrettanto spettacolari evasioni carcerarie nella Rio de Janeiro a cavallo degli anni sessanta e settanta.
La pellicola è stata inserita tra i cento migliori film di tutti i tempi.

## Trama
Il film racconta la storia di un famoso bandito brasiliano dei primi anni settanta.